# Saint-Aubin-sur-Mer (Calvados)
Saint-Aubin-sur-Mer település Franciaországban, Calvados megyében. Lakosainak száma 2125 fő (2022. január 1.). Saint-Aubin-sur-Mer Bernières-sur-Mer, Douvres-la-Délivrande és Langrune-sur-Mer községekkel határos.

## Népesség
A település népessége az elmúlt években az alábbi módon változott:
| Lakosok száma | 1053 | 1446 | 1526 | 1851 | 2266 | 2418 | 2387 | 2237 | 2162 | 2125 |
|               | 1968 | 1982 | 1990 | 2006 | 2013 | 2015 | 2017 | 2019 | 2020 | 2022 |